# Hexi (köpinghuvudort i Kina, Hunan Sheng, lat 28,22, long 109,81)
Hexi (kinesiska: 河溪, 河溪镇) är en köpinghuvudort i Kina. Den ligger i provinsen Hunan, i den södra delen av landet, omkring 310 kilometer väster om provinshuvudstaden Changsha. Antalet invånare är 9 031. Befolkningen består av 4 491 kvinnor och 4 540 män. Barn under 15 år utgör 19,0 %, vuxna 15-64 år 68 %, och äldre över 65 år 12,0 %.
Runt Hexi är det ganska tätbefolkat, med 166 invånare per kvadratkilometer. Närmaste större samhälle är Qianzhou, 13,1 km nordväst om Hexi. I omgivningarna runt Hexi växer i huvudsak blandskog.
Genomsnittlig årsnederbörd är 1 848 millimeter. Den regnigaste månaden är maj, med i genomsnitt 327 mm nederbörd, och den torraste är januari, med 41 mm nederbörd.